# Erik Agduhr
Erik Agduhr, född 10 oktober 1886 i Orsa, död 8 juli 1942, var en svensk veterinär och högskolelärare.

## Biografi
Agduhr studerade bland annat histologi och embryologi i Stockholm, Uppsala, Amsterdam och Leiden. Han blev 1915 prosektor vid Veterinärhögskolan, disputerade 1920 med kunglig dispens för doktorsgrad vid Karolinska institutet (som 1924 kreerade honom till medicine hedersdoktor), utnämndes 1922 till professor i anatomi och histologi vid Veterinärhögskolan och kallades 1926 till professor i anatomi vid Uppsala universitet, med undervisningsskyldighet i histologi och embryologi. Han invaldes 1939 i Vetenskapsakademien.
Agduhr gjorde sig särskilt förtjänt genom morfologiska och experimentella undersökningar rörande nervsystemet och de endokrina organen.